# Фейетт (округ, Индиана)
Фейе́тт (англ. Fayette County) — округ в штате Индиана, США. Официально образован в 1819 году. По состоянию на 2010 год, численность населения составляла 24 277 человека.

## География
По данным Бюро переписи США, общая площадь округа равняется 557,265 км2, из которых 556,876 км2 суша и 0,389 км2 или 0,070 % это водоёмы.

## Население
По данным переписи населения 2000 года в округе проживает 25 588 жителей в составе 10 199 домашних хозяйств и 7 149 семей. Плотность населения составляет 46,00 человек на км2. На территории округа насчитывается 10 981 жилых строений, при плотности застройки около 20-ти строений на км2. Расовый состав населения: белые — 97,16 %, афроамериканцы — 1,67 %, коренные американцы (индейцы) — 0,09 %, азиаты — 0,27 %, гавайцы — 0,02 %, представители других рас — 0,13 %, представители двух или более рас — 0,66 %. Испаноязычные составляли 0,52 % населения независимо от расы.
В составе 30,80 % из общего числа домашних хозяйств проживают дети в возрасте до 18 лет, 55,60 % домашних хозяйств представляют собой супружеские пары проживающие вместе, 10,20 % домашних хозяйств представляют собой одиноких женщин без супруга, 29,90 % домашних хозяйств не имеют отношения к семьям, 25,80 % домашних хозяйств состоят из одного человека, 12,30 % домашних хозяйств состоят из престарелых (65 лет и старше), проживающих в одиночестве. Средний размер домашнего хозяйства составляет 2,46 человека, и средний размер семьи 2,94 человека.
Возрастной состав округа: 24,30 % моложе 18 лет, 8,60 % от 18 до 24, 27,10 % от 25 до 44, 24,50 % от 45 до 64 и 24,50 % от 65 и старше. Средний возраст жителя округа 38 лет. На каждые 100 женщин приходится 94,00 мужчин. На каждые 100 женщин старше 18 лет приходится 90,70 мужчин.
Средний доход на домохозяйство в округе составлял 38 840 USD, на семью — 46 111 USD. Среднестатистический заработок мужчины был 34 493 USD против 23 082 USD для женщины. Доход на душу населения составлял 18 624 USD. Около 6,00 % семей и 7,90 % общего населения находились ниже черты бедности, в том числе — 8,40 % молодежи (тех, кому ещё не исполнилось 18 лет) и 7,70 % тех, кому было уже больше 65 лет.